# İstiklâl Marşı
L’Hymne de l’Indépendance (en turc: İstiklâl marşı) est l’hymne national de la république de Turquie. Il fut rédigé par Mehmet Âkif Ersoy et adopté officiellement le 12 mars 1921,,.
Pendant la guerre d'indépendance turque, la Grande Assemblée nationale de Turquie organisa un concours pour désigner un hymne patriotique dans le but de relever le moral de la population. 724 poèmes furent présentés pour le concours. L'œuvre du compositeur Ali Rıfat Çağatay fut utilisée pour l'hymne jusqu'en 1930. À cette date la composition de Osman Zeki Üngör fut adoptée. Seules les deux premières strophes sont chantées,.
İstiklâl Marşı est aussi l'hymne national de la république turque de Chypre du Nord depuis 1983,,.

## Paroles

### Turc original
| Turc ottoman | Turc moderne | Turc karamanlı | Turc cyrillique | Turc kartvélien | Transcription API |
| --- | --- | --- | --- | --- | --- |
| ،قورقما سونمز بو شفقلرده یوزن آل سنجاق ،سونمه‌دن یوردمڭ اوستنده توتن اڭ صوڭ اوجاق .اوبنم ملتمڭ ییلدیزیدر پارلایاجق .اوبنمدر اوبنم ملتمڭدر آنجاق ،چاتما قربان اولایم چهره ڭی ای نازلی هلال ،قهرمان عرقمه بر گل نه بو شدت بو جلال ،سڭا اولماز دوكولن قانلرمز صوڭره حلال !حقیدر حقه طاپان ملتمڭ استقلال ،بن ازلدنبریدر حر یاشادم حر یاشارم ،هانگی چیلغین بڭا زنجیر اوره‌جقمش شاشارم ،كوكره‌مش سیل كبیم بندمی چیگنر آشارم .ییرتارم طاغلری انگینلره صیغمام طاشارم ،غربڭ آفاقنی صارمشسه چلیك زرهلی دیوار ،بنم ایمان طولی كوكوسم كبی سرحدم وار ،اولوسون قورقما نصل بویله بر ایمانی بوغار .مدنیت دیدیگن تك دیشی قالمش جانوار ،آرقاداش يوردمى آلچاقلری اوغراتما صاقین ،سپر ايت كوده‌ڭی دورسون بو حیاسزجه آقین ،طوغاجقد سگا وعد ایتدیڭی كونلر حقڭ .كیم بیلیر بلكه یارین بلكه یاریندنده یاقین ،باصدیغڭ یرلری طوپراق دییه‌رك گچمه طانی ،دوشون آلتنده كی بیڭلرجه كفنسز یاتانی ،سن شهید اوغلیسڭ اینجیتمه یازیقدر آتاڭی .ویرمه دنیالری آلسه‌ڭده بو جنت وطنی ،كیم بو جنت وطنڭ اوغرینه اولماز كه فدا ،شهدا فیشقیراجق طوپراغی صیقسه‌ڭ شهدا ،جانی جانانی بوتون وارمی آلسینده خدا .ایتمه‌سین تك وطنمدن بنی دنیاده جدا ،روحمڭ سندن الهی شودر آنجاق املی ،دكمه‌سین معبدمڭ كوكسنه نامحرم الی ،بو اذانلر كه شهادتلری دینڭ اتملی .ابدی یوردمڭ اوستنده بنم ایگلملی ،او زمان وجد ایله بیڭ سجده ایدر وارسه طاشم ،هر جریحه‌مدن الهی بوشانوب قانلی یاشم ،فیشقیریر روح مجرد گبی یردن نعشم .او زمان یوكسله‌رك عرشه دگر بلكه باشم ،دالغالان سنده شفقلر كبی ای شانلی هلال ،ولسون آرتق دكولن قانلرمڭ هپسی حلال ،ابديا سڭا یوق عرقمه یوق اضمحلال ،حقیدر حر یاشامش بایراغمڭ حریت .حقیدر حقه طاپان ملتمڭ استقلال | Korkma! Sönmez bu şafaklarda yüzen al sancak, Sönmeden yurdumun üstünde tüten en son ocak. O benim milletimin yıldızıdır, parlayacak; O benimdir, o benim milletimindir ancak. Çatma, kurban olayım, çehreni ey nazlı hilal! Kahraman ırkıma bir gül; ne bu şiddet, bu celal? Sana olmaz dökülen kanlarımız sonra helal… Hakkıdır, Hakk’a tapan milletimin istiklal. Ben ezelden beridir hür yaşadım, hür yaşarım, Hangi çılgın bana zincir vuracakmış? Şaşarım. Kükremiş sel gibiyim, bendimi çiğner, aşarım, Yırtarım dağları, enginlere sığmam, taşarım. Garbın afakını sarmışsa çelik zırhlı duvar, Benim iman dolu göğsüm gibi serhaddim var. Ulusun, korkma! Nasıl böyle bir imanı boğar, “Medeniyet” dediğin tek dişi kalmış canavar? Arkadaş! Yurduma alçakları uğratma sakın, Siper et gövdeni, dursun bu hayâsızca akın. Doğacaktır sana vadettiği günler Hakk’ın, Kim bilir, belki yarın belki yarından da yakın. Bastığın yerleri “toprak” diyerek geçme, tanı, Düşün altındaki binlerce kefensiz yatanı. Sen şehit oğlusun, incitme, yazıktır atanı, Verme, dünyaları alsan da bu cennet vatanı. Kim bu cennet vatanın uğruna olmaz ki feda? Şüheda fışkıracak, toprağı sıksan şüheda. Canı, cananı, bütün varımı alsın da Hüda, Etmesin tek vatanımdan beni dünyada cüda. Ruhumun senden İlahî, şudur ancak emeli: Değmesin mabedimin göğsüne namahrem eli. Bu ezanlar, ki şehadetleri dinin temeli, Ebedî, yurdumun üstünde benim inlemeli. O zaman vecdile bin secde eder, varsa taşım, Her cerihamdan, İlahî, boşanıp kanlı yaşım, Fışkırır ruhumücerret gibi yerden naaşım, O zaman yükselerek arşa değer belki başım. Dalgalan sen de şafaklar gibi ey şanlı hilal! Olsun artık dökülen kanlarımın hepsi helal. Ebediyen sana yok, ırkıma yok izmihlal. Hakkıdır, hür yaşamış bayrağımın hürriyet; Hakkıdır, Hakk’a tapan milletimin istiklal,. | Κόρκμα! Σο̇νμέζ π̇ου σ̇αφακλαρτ̇ά γιο̇υζέν αλ σαντ̇ζάκ, Σο̇́νμετ̇εν γιουρτ̇ουμούν ο̇υστο̇υντ̇έ το̇υτέν εν σον οτ̇ζάκ. Ο π̇ενίμ μιλλετιμίν γιηλτ̇ηζήτ̇ηρ, παρλαγιατ̇ζάκ; Ο π̇ενίμτ̇ιρ, ο π̇ενίμ μιλλετιμίντ̇ιρ αντ̇ζάκ. Τζάτμα, κουρπ̇άν ολαγιήμ, τζεχρενί εϊ ναζλή χιλάλ! Καχραμάν ηρκήμα π̇ιρ γο̇υλ; νε π̇ου σ̇ιτ̇τ̇έτ, π̇ου τ̇ζελάλ? Σανά ολμάζ τ̇ο̇κο̇υλέν κανλαρημήζ σόνρα χελάλ… Χακκήτ̇ηρ, Χακκά ταπάν μιλλετιμίν ιστικλάλ. Π̇εν εζελτ̇έν π̇ερίτ̇ιρ χο̇υρ γιασ̇ατ̇ήμ, χο̇υρ γιασ̇αρήμ, Χάνγι τζηλγήν π̇ανά ζιντ̇ζίρ βουρατ̇ζακμής̇? Σ̇ασ̇άρημ. Κο̇υκρεμίς̇ σελ γιπ̇ιγίμ, π̇έντ̇ιμι τζιγνέρ, ασ̇αρήμ, Γιηρτάρημ τ̇αγλαρί, ενγινλερέ σηγμάμ, τασ̇άρημ. Γαρπ̇ήν αφακηνή σαρμήσ̇σα τζελίκ ζηρχλή τ̇ουβάρ, Π̇ενίμ ιμάν τ̇ολού γο̇γσο̇ύμ γιπ̇ί σερχατ̇τ̇ίμ βαρ. Ουλουσούν, κόρκμα! Νάσηλ π̇ο̇ΐλε π̇ιρ ιμανή π̇ογλάρ, “Μετ̇ενιγιέτ” τ̇ετ̇ιγίν τεκ τ̇ισ̇ί καλμήσ̇ τ̇ζαναβάρ? Αρκαδάς̇! Γιουρτ̇ούμα αντ̇ζακλαρή ουγράτμα σακήν, Σιπέρ ετ γο̇βτ̇ενί, τ̇ουρσούν π̇ου χαγιασήζτ̇ζα ακήν. Τ̇ογατ̇ζάκτηρ σανά βατ̇εττιγί γο̇υνλέρ Χακκήν, Κιμ π̇ιλίρ, π̇έλκι γιαρήν π̇έλκι γιαρηντ̇άν τ̇α γιακήν. Π̇αστηγήν γιερλερί “τοπράκ” διγιερέκ γέτζμε, τανή, Τ̇ο̇υσ̇ο̇ύν αλτηντ̇άκι π̇ινλέρτ̇ζε κεφενσίζ γιατανή. Σεν σ̇εχίτ ογλουσούν, ιντ̇ζίτμε, γιαζήκτηρ ατανή, Βερμέ, τ̇ο̇υνιαλαρή αλσάν τ̇α π̇ου τ̇ζεννέτ βατανή. Κιμ π̇ου τ̇ζεννέτ βατανήν ουγρουνά ολμάζ κι φετ̇ά? Σ̇ο̇υχετ̇ά φησ̇κηρατ̇ζάκ τοπράγη σηκσάν σ̇ο̇υχετ̇ά. Τ̇ζανή, τ̇ζανανή, π̇ο̇υτο̇ύν βαρημή αλσήν τ̇α Χο̇υτ̇ά, Έτμεσιν τεκ βατανημτ̇άν π̇ενί τ̇ο̇υνιατ̇ά τ̇ζο̇υτ̇ά. Ρουχουμούν σεντ̇έν Ιλαχί, σ̇ούτ̇ουρ αντ̇ζάκ εμελί: Τ̇έγμεσιν μαπ̇ετ̇ιμίν γο̇γσο̇υνέ ναμαχρέμ ελί. Π̇ου εζανλάρ, κι σ̇εχατ̇ετλερί τ̇ινίν τεμελί, Επ̇ετ̇ί, γιουρτ̇ουμούν ο̇υστο̇υντ̇έ π̇ενίμ ινλεμελί. Ο ζαμάν βετ̇ζτ̇ιλέ π̇ιν σετ̇ζτ̇έ ετ̇έρ, βάρσα τασ̇ήμ, Χερ τ̇ζεριχαμτ̇άν, Ιλαχί, π̇οσ̇ανήπ κανλή γιασ̇ήμ, Φησ̇κηρήρ ρουχουμο̇υτ̇ζερρέτ γιπ̇ί γιερτ̇έν ναασ̇ήν, Ο ζαμάν γιο̇υκσελέρεκ αρσ̇ά τ̇εγέρ π̇έλκι π̇ασ̇ήμ. Τ̇αλγαλάν σεν τ̇ε σ̇αφακλάρ γιπ̇ί εϊ σ̇ανλή χιλάλ! Ολσούν αρτήκ τ̇ο̇κο̇υλέν κανλαρημήν χέπσι χελάλ. Επ̇ετ̇ίγιεν σανά γιοκ, ηρκήμα γιοκ ιζμιχλάλ. Χακκήτ̇ηρ, χο̇υρ γιασ̇άμης̇ π̇αϊραγημήν χο̇υρριγιέτ; Χακκήτ̇ηρ, Χακκά ταπάν μιλλετιμίν ιστικλάλ. | Коркма! Сөнмез бу шафакларда јүзен ал санџак, Сөнмеден јурдумун үстүнде түтен ен сон оџак. О беним миллетимин јылдызыдыр, парлајаџак; О бенимдир, о беним миллетиминдир анџак. Чатма, курбан олајым, чехрени еј назлы хилал! Кахраман ыркыма бир гүл; не бу шиддет, бу џелал? Сана олмаз дөкүлен канларымыз сонра хелал… Хаккыдыр, Хакка тапан миллетимин истиклал. Бен езелден беридир хүр јашадым, хүр јашарым, Ханги чылгын бана зинџир вураџакмыш? Шашарым. Күкремиш сел гибијим, бендими чиғнер, ашарым, Јыртарым дағлары, енгинлере сығмам, ташарым. Гарбын афакыны сармышса челик зырхлы дувар, Беним иман долу гөғсүм гиби серхаддым вар. Улусун, коркма! Насыл бөјле бир иманы боғлар, “Меденијет” дедиғин тек диши калмыш џанавар? Аркадаш! Јурдума алџаклары уғратма сакын, Сипер ет гөвдени, дурсун бу хајасызџа акын. Доғаџактыр сана вадеттиғи гүнлер Хаккын, Ким билир, белки јарын белки јарындан да јакын. Бастығын јерлери “топрак” дијерек гечме, таны, Дүшүн алтындаки бинлерџе кефенсиз јатаны. Сен шехит оғлусун, инџитме, јазыктыр атаны, Верме, дүнјалары алсан да бу џеннет ватаны. Ким бу џеннет ватанын уғруна олмаз ки феда? Шүхеда фышкыраџак топрағы сыксан шүхеда. Џаны, џананы, бүтүн варымы алсын да Хүда, Етмесин тек ватанымдан бени дүнјада џүда. Рухумун сенден Илахи, шудур анџак емели: Деғмесин мабедимин гөғсүне намахрем ели. Бу езанлар, ки шехадетлери динин темели, Ебеди, јурдумун үстүнде беним инлемели. О заман веџдиле бин сеџде едер, варса ташым, Хер џерихамдан, Илахи, бошанып канлы јашым, Фышкырыр рухумүџеррет гиби јерден наашым, О заман јүкселерек арша деғер белки башым. Далгалан сен де шафаклар гиби еј шанлы хилал! Олсун артык дөкүлен канларымын хепси хелал. Ебедијен сана јок, ыркыма јок измихлал. Хаккыдыр, хүр јашамыш бајрағымын хүрријет; Хаккыдыр, Хакка тапан миллетимин истиклал. | ქორქმა! სო̈ნმეზ ბუ შაჶაქლარდა ჲუ̈ზენ ალ სანჯაქ, სო̈ნმედენ ჲურდუმუნ უ̈სთუ̈ნდე თუ̈თენ ენ სონ ოჯაქ. ო ბენიმ მილლეთიმინ ჲჷლდჷზჷდჷრ, ფარლაჲაჯაქ; ო ბენიმდირ, ო ბენიმ მილლეთიმინდირ ანჯაქ. ჩათმა, ქურბან ოლაჲჷმ, ჩეჰრენი ჱ ნაზლჷ ჰილალ! ქაჰრამან ჷრქჷმა ბირ გუ̈ლ; ნე ბუ შიდდეთ, ბუ ჯელალ? სანა ოლმაზ დო̈ქუ̈ლენ ქანლარჷმჷზ სონრა ჰელალ… ჰაქქჷდჷრ, ჰაქქა თაფან მილლეთიმინ ისთიქლალ. ბენ ეზელდენ ბერიდირ ჰუ̈რ ჲაშადჷმ, ჰუ̈რ ჲაშარჷმ, ჰანგი ჩჷლგჷნ ბანა ზინჯირ ვურაჯაქმჷშ? შაშარჷმ. ქუ̈ქრემიშ სელ გიბიჲიმ, ბენდიმი ჩიღნერ, აშარჷმ, ჲჷრთარჷმ დაღლარჷ, ენგინლერე სჷღმამ, თაშარჷმ. გარბჷნ აჶაქჷნჷ სარმჷშსა ჩელიქ ზჷრჰლჷ დუვარ, ბენიმ იმან დოლუ გო̈ღსუ̈მ გიბი სერჰადდიმ ვარ. ულუსუნ, ქორქმა! ნასჷლ ბო̈ჲლე ბირ იმანჷ ბოღარ, "მედენიჲეთ" დედიღინ თექ დიში ქალმჷშ ჯანავარ? არქადაშ! ჲურდუმა ალჩაქლარჷ უღრათმა საქჷნ, სიფერ ეთ გო̈ვდენი, დურსუნ ბუ ჰაჲასჷზჯა აქჷნ. დოღაჯაქთჷრ სანა ვადეთთიღი გუ̈ნლერ ჰაქქჷნ, ქინ ბილირ, ბელქი ჲარჷნ ბელქი ჲარჷნდან და ჲაქჷნ. ბასთჷღჷნ ჲერლერი "თოფრაქ" დიჲერექ გეჩმე, თანჷ, დუ̈შუ̈ნ ალთჷნდაქი ბინლერჯე ქეჶენსიზ ჲათანჷ. სენ შეჰით ოღლუსუნ, ინჯითმე, ჲაზჷქთჷრ ათანჷ, ვერმე, დუ̈ნჲალარჷ ალსან და ბუ ჯენნეთ ვათანჷ. ქინ ბუ ჯენნეთ ვათანჷნ უღრუნა ოლმაზ ქი ჶედა? შუ̈ჰედა ჶჷშქჷრაჯაქ, თოფრაღჷ სჷქსან შუ̈ჰედა. ჯანჷ, ჯანანჷ, ბუ̈თუ̈ნ ვარჷმჷ ალსჷნ და ჰუ̈და, ეთმესინ თექ ვათანჷმდან ბენი დუ̈ნჲადა ჯუ̈და. რუჰუმუნ სენდენ ილაჰი, შუდურ ანჯაქ ემელი: დეღმესინ მაბედიმინ გო̈ღსუ̈ნე ნამაჰრემ ელი. ბუ ეზანლარ, ქი შეჰადეთლერი დინინ თემელი, ებედი, ჲურდუმუნ უ̈სთუ̈ნდე ბენიმ ინლემელი. ო ზამან ვეჯდილე ბინ სეჯდე ედერ, ვარსა თაშჷმ, ჰერ ჯერიჰამდან, ილაჰი, ბოშანჷფ ქანლჷ ჲაშჷმ, ჶჷშქჷრჷრ რუჰუმუ̈ჯერრეთ გიბი ჲერდენ ნააშჷმ, ო ზამან ჲუ̈ქსელერექ არშა დეღერ ბელქი ბაშჷმ. დალგალან სენ დე შაჶაქლარ გიბი ჱ შანლჷ ჰილალ! ოლსუნ ართჷქ დო̈ქუ̈ლენ ქანლარჷმჷნ ჰეფსი ჰელალ. ებედიჲენ სანა ჲოქ, ჷრქჷმა ჲოქ იზმიჰლალ. ჰაქქჷდჷრ, ჰუ̈რ ჲაშამჷშ ბაჲრაღჷმჷნ ჰუ̈რრიჲეთ; ჰაქქჷდჷრ, ჰაქქა თაფან მილლეთიმინ ისთიქლალ. | [ˈkʰo̞ɾk.mä s̪ø̞n̪.ˈmæz̪ bu ʃä.fäk.ɫ̪äɾ.ˈd̪ä jy.ˈz̪æn̪ ˈäɫ̪‿s̪än̪.ˌd͡ʒäk ǀ] [ˈs̪ø̞n̪.me̞.d̪æn̪ juɾ.d̪u.ˈmʊn̪ ys̪.t̪ʰyn̪.ˈd̪e̞ t̪ʰy.ˈt̪ʰæn̪ ˈe̞n̪‿s̪o̞n̪‿o̞.ˌd͡ʒäk ‖] [o̞ be.ˈn̪ɪm mil̠.l̠e.t̪ʰi.ˈmɪn̪ jɯɫ̪.d̪ɯ.ˈz̪ɯ.d̪ɯɾ̞̊ ǀ pʰäɾ.ɫ̪ä.jä.ˈd͡ʒäk ǀ] [o̞ be.ˈn̪im.d̪ɪɾ̞̊ ǀ o̞ be.ˈn̪ɪm mil̠.l̠e.t̪ʰi.ˈmin̪.d̪ɪɾ‿än̪.ˈd͡ʒäk ‖] [ˈt͡ʃät̪ʰ.mä ǀ kʰuɾ.ˈbän̪ o̞.ɫ̪ä.ˈjɯm ǀ t͡ʃe̞h.ɾe̞.ˈn̪ɪ e̞j n̪äz̪.ˈɫ̪ɯ hi.ˈläl ‖] [kʰäh.ɾä.ˈmän̪ ɯɾ̞̊.ˈkʰɯ.mä biɾ‿ɟyl̠ ǀ n̪e̞ bu ʃid̪.ˈd̪e̞t̪ ǀ bu d͡ʒe̞.ˈläl ‖] [s̪ä.ˈn̪ä o̞ɫ̪.ˈmäz̪ d̪ø̞.cʰy.ˈl̠æn̪ kʰän̪.ɫ̪ä.ɾɯ.ˈmɯz̪ ˈs̪o̞n̪.ɾä he̞.ˈläl ‖] [häk.ˈkʰɯ.d̪ɯɾ̞̊ ǀ häk.ˈkʰä t̪ʰä.ˈpʰän̪ mil̠.l̠e̞.t̪ʰi.ˈmɪn̪ is̪.t̪ʰic.ˈläl ‖] [bæn̪ e̞.zæl.ˈd̪æn̪ be.ˈɾi.dɪɾ̞̊ hyɾ‿jä.ʃä.ˈd̪ɯm ǀ hyɾ‿jä.ʃä.ˈɾɯm ǀ] [ˈhäɲ.ɟɪ t͡ʃɯɫ̪.ˈgɯn̪ bä.ˈn̪ä zin.ˈd͡ʒɪɾ‿βu.ɾä.d͡ʒäk.ˈmɯʃ ‖ ʃä.ˈʃä.ɾɯm ‖] [cʰyc.ɾe.ˈmɪʃ s̪æl̠ ɟi.bi.ˈjɪm ǀ ˈbæn̪.d̪i.mɪ t͡ʃiː.ˈn̪æɾ ǀ ä.ʃä.ˈɾɯm ǀ] [jɯɾ.ˈt̪ʰä.ɾɯm d̪äː.ɫ̪ä.ˈɾɯ ǀ e̞ɲ.ɟin̪.l̠e̞.ˈɾe̞ s̪ɯː.ˈmäm ǀ t̪ʰä.ˈʃä.ɾɯm ‖] [gäɾ.ˈbɯn̪ äː.fäː.kʰɯ.ˈn̪ɯ s̪äɾ.ˈmɯʃ.s̪ä t͡ʃe.ˈl̠ɪc z̪ɯɾh.ˈɫ̪ɯ d̪u.ˈväɾ̞̊ ǀ] [be.ˈn̪ɪm iː.ˈmän̪ d̪o̞.ˈɫ̪ʊ gø̞ː.ˈs̪ʏm ɟi.ˈbɪ s̪æɾ.häd̪.ˈd̪im väɾ̞̊ ‖] [u.ɫ̪u.ˈs̪ʊn̪ ǀ ˈkʰo̞ɾk.mä ‖ ˈn̪ä.s̪ɯɫ̪ ˈbø̞j.l̠e biɾ‿iː.mä.ˈn̪ɯ bo̞.ˈäɾ̞̊ ǀ] [me.d̪e.ni.ˈje̞t̪ d̪e.d̪i.ˈɪn̪ t̪ʰe̞c d̪i.ˈʃɪ kʰäɫ̪.ˈmɯʃ d͡ʒä.n̪ä.ˈväɾ̞̊ ‖] [äɾ.kʰä.ˈd̪äʃ ‖ juɾ.ˈd̪u.mä äɫ̪.t͡ʃäk.ɫ̪ä.ˈɾɯ uː.ˈɾät̪.mä s̪ä.ˈkʰɯn̪ ǀ] [s̪i.ˈpʰæɾ‿æt̪ gø̞β.d̪e.ˈn̪ɪ ǀ d̪uɾ.ˈs̪ʊn̪ bu hä.jäː.ˈs̪ɯz̪.d͡ʒä ä.ˈkʰɯn̪ ‖] [d̪o̞.ä.ˈd͡ʒäk.t̪ʰɯɾ̞̊ s̪ä.ˈn̪ä vä.d̪e̞t̪.t̪ʰi.ˈɪ ɟyn̪.ˈl̠æɾ̞̊ häk.ˈkʰɯn̪ ǀ] [cʰim bi.ˈl̠ɪɾ̞̊ ǀ ˈbæl̠.cʰɪ jä.ˈɾɯn̪ ˈbæl̠.cʰɪ jä.ɾɯn̪.ˈd̪än̪ d̪ä jä.ˈkʰɯn̪ ‖] [bäs̪.t̪ʰɯ.ˈɯn̪ jæɾ.l̠e̞.ˈɾɪ t̪ʰo̞p.ˈɾäk d̪i.je̞.ˈɾe̞c ˈɟe̞t͡ʃ.me̞ ǀ t̪ʰä.ˈn̪ɯ ǀ] [d̪y.ˈʃʏn̪ äɫ̪.t̪ʰɯn̪.ˈd̪ä.cʰɪ bin̪.ˈl̠æɾ.d͡ʒe̞ cʰe̞.fæn̪.ˈs̪ɪz̪ jä.t̪ʰä.ˈn̪ɯ ‖] [s̪æn̪ ʃe.ˈhit̪ o̞ː.ɫ̪u.ˈs̪ʊn̪ ǀ in.ˈd͡ʒit̪.me̞ ǀ jä.ˈz̪ɯk.tʰɯɾ‿ä.t̪ʰä.ˈn̪ɯ ǀ] [ˈvæɾ.me̞ ǀ d̪yn.jä.ɫ̪ä.ˈɾɯ äɫ̪.ˈs̪än̪ d̪ä bu d͡ʒe̞n̪.ˈn̪e̞t̪ vä.t̪ʰä.ˈnɯ ‖] [cʰim bu d͡ʒe̞n̪.ˈn̪e̞t̪ vä.t̪ʰä.ˈn̪ɯn̪ uː.ɾu.ˈn̪ä o̞ɫ̪.ˈmäz̪ cʰi fe̞.ˈd̪ä ‖] [ʃy.he̞.ˈd̪ä fɯʃ.kʰɯ.ɾä.ˈd͡ʒäk ǀ t̪ʰo̞p.ɾä.ˈɯ s̪ɯk.ˈs̪än̪ ʃy.he̞.ˈd̪ä ‖] [d͡ʒäː.ˈn̪ɯ ǀ d͡ʒäː.n̪äː.ˈn̪ɯ ǀ by.ˈt̪ʰʏn̪ vä.ɾɯ.ˈmɯ äɫ̪.ˈs̪ɯn̪ d̪ä hy.ˈd̪ä ǀ] [ˈe̞t̪.me̞.s̪ɪn̪ t̪ʰe̞c vä.t̪ʰä.n̪ɯm.ˈd̪än̪ be.ˈn̪ɪ d̪yn̪.jä.ˈd̪ä d͡ʒy.ˈd̪ä ‖] [ɾ̞u.hu.ˈmʊn̪ s̪æn̪.ˈd̪æn̪ i.läː.ˈhɪː ǀ ˈʃu.d̪ʊɾ‿än̪.ˈd͡ʒäk e.me.ˈl̠ɪ ‖] [ˈd̪e(j).e.me.s̪ɪn̪ mä.be.d̪i.ˈmɪn̪ gø̞ː.s̪y.ˈn̪e̞ n̪äː.mäh.ˈɾe̞m e.ˈl̠ɪ ‖] [bu e̞.z̪än̪.ˈɫ̪äɾ̞̊ ǀ cʰi ʃe.hä.d̪et̪.l̠e.ˈɾɪ d̪i.ˈn̪ɪn̪ t̪ʰe.me.ˈl̠ɪ ǀ] [e.be.ˈd̪ɪː ǀ juɾ.d̪u.ˈmʊn̪ ys̪.t̪ʰyn̪.ˈd̪e̞ be.ˈn̪ɪm in̪.l̠e.me.ˈl̠ɪ ‖] [o̞ z̪ä.ˈmän̪ ve̞d͡ʒd i.ˈl̠e̞ bin̪ s̪e̞d͡ʒ.ˈd̪e̞ e.ˈd̪æɾ ǀ ˈväɾ.s̪ä t̪ʰä.ˈʃɯm ǀ] [hæɾ‿d͡ʒe.ɾiː.häm.ˈd̪än̪ ǀ i.läː.ˈhɪː ǀ bo̞.ʃä.ˈn̪ɯp kʰän̪.ˈɫ̪ɯ jä.ˈʃɯm ǀ] [fɯʃ.kʰɯ.ˈɾɯɾ ɾu.hu.my.d͡ʒe̞ɾ̞.ˈɾ̞e̞t̪ ɟi.ˈbɪ jæɾ.ˈd̪æn̪ nä.ä.ˈʃɯm ǀ] [o̞ z̪ä.ˈmän̪ jyc.s̪e̞.ˈl̠e̞.ɾe̞c äɾ.ˈʃä d̪æ.ˈæɾ‿ˈbæl̠.cʰɪ bä.ˈʃɯm ‖] [d̪äɫ̪.gä.ˈɫ̪än̪ s̪æn̪ d̪e ʃä.fäk.ˈɫ̪äɾ ɟi.ˈbɪ e̞j ʃän̪.ˈɫ̪ɯ hi.ˈläl ‖] [o̞ɫ̪.ˈs̪ʊn̪ äɾ.ˈt̪ʰɯk dø̞.cʰy.ˈl̠æn̪ kʰän̪.ɫ̪ä.ɾɯ.ˈmɯn̪ ˈhe̞p.s̪ɪ he̞.ˈläl ‖] [e.be.ˈd̪i.jæn̪ s̪ä.ˈn̪ä jo̞k ǀ ɯɾ.ˈkʰɯ.mä jo̞k iz̪.mih.ˈläl ‖] [häk.ˈkʰɯ.d̪ɯɾ̞̊ ǀ hyɾ‿jä.ˈʃä.mɯʃ bäj.ɾä.ɯ.ˈmɯn̪ hyɾ̞.ɾ̞i.ˈje̞t̪ ‖] [häk.ˈkʰɯ.d̪ɯɾ̞̊ ǀ häk.ˈkʰä t̪ʰä.ˈpʰän̪ mil̠.l̠e̞.t̪ʰi.ˈmɪn̪ is̪.t̪ʰic.ˈläl ‖] |

### Traduction
N'aie pas peur, ce drapeau carmin flottant aux premières lueurs de l'aube ne s'éteindra jamais
Tant que la dernière cheminée de ma patrie ne s'éteindra
Il représente l'étoile de ma nation, qui scintillera
Il m'appartient, il n'appartient qu'à ma nation.
Ô croissant chéri, ne t'emporte pas, je peux donner ma vie pour toi.
Souris enfin à mon peuple héroïque ! Pourquoi cette violence cette rage
(Si tel est le cas) tu n'auras pas été digne de tout le sang qui a coulé pour toi
Liberté à mon peuple! méritante et croyant au Droit !
Depuis toujours, j'ai vécu libre, et je vivrai libre
Qui est le fou qui voudrai m'enchainer
Je suis comme un torrent rugissant, franchissant mes obstacles en les anéantissant
Je briserais les montagnes, je sortirais de mon lit, je déborderais.
Même si le monde occidental encercle mes fortifications
Mes frontières sont aussi solides que ma foi et ma fierté
Tu es forte, n'aie crainte ! Comment une telle foi pourrait-elle être étouffée
Par ce monstre édenté que tu appelles la « civilisation » ?
Camarade ! Ne laisse surtout pas les infâmes entrer dans mon pays
Fais barrière de ton corps, qu'on arrête cette invasion honteuse
L'Éternel va te faire revenir aux beaux jours qu'il t'a promis
Qui sait ? Peut-être demain ? Peut-être encore avant ?
Ne considère pas là où tu marches comme de la simple « terre », apprends à la connaître
Pense au nombre de personnes qui y ont laissé leur vie
Ton père était un martyr, n'abîme pas sa triste mémoire
Même pour tout l'or du monde, ne cède pas ta patrie chérie.
Qui ne donnerait pas sa vie pour cette patrie chérie ?
Si tu presses cette terre, il va en jaillir des martyrs, oui des martyrs !
Que Dieu prenne ma vie, mon amour, tout ce que je suis,
Tant qu'il ne me sépare pas de ma patrie.
Mon esprit est avec toi, c'est cela ta divinité, ton seul but
Que ces mains étrangères ne s'approchent pas de notre temple
Ces prières aux martyrs qui sont à la base de la religion
Doivent pour toujours me pleurer dans mon pays.
Alors s'il y en a qui peuvent s'abandonner [pour leur nation] j'exalterai
De chacune de mes blessures, divinement, mon sang se vidant
Jaillira de mon lieu de naissance comme un esprit unique
Alors, ma tête s'élèvera peut-être jusqu'aux cieux
Agite-toi comme les premières aubes, ô lune sacrée
Peu importe, il est béni, mon sang qui a coulé
Vous ne tomberez jamais, toi et ma race
Vous la méritez, la souveraineté de ce drapeau qui a vécu la liberté
Vous la méritez, l'indépendance de ma nation qui a foi en Dieu

## Galerie

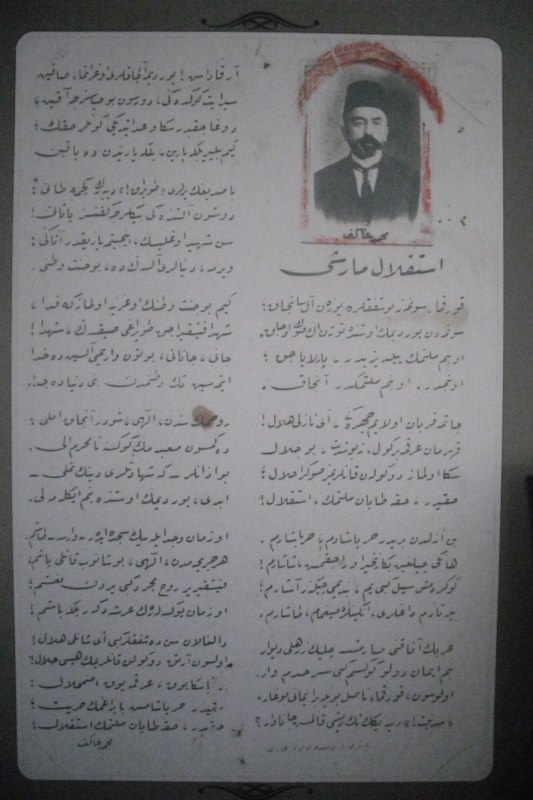
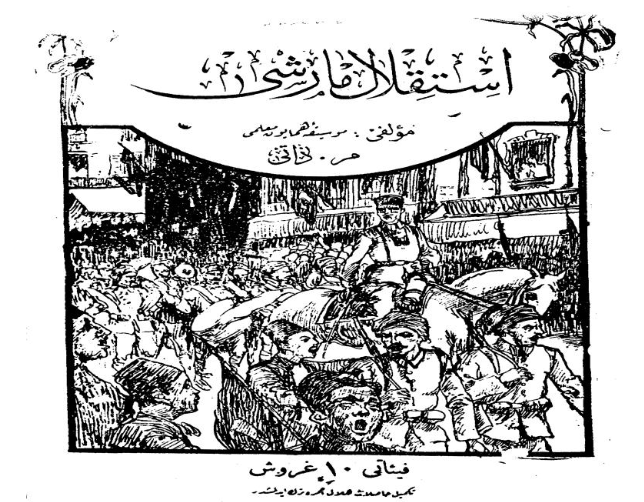
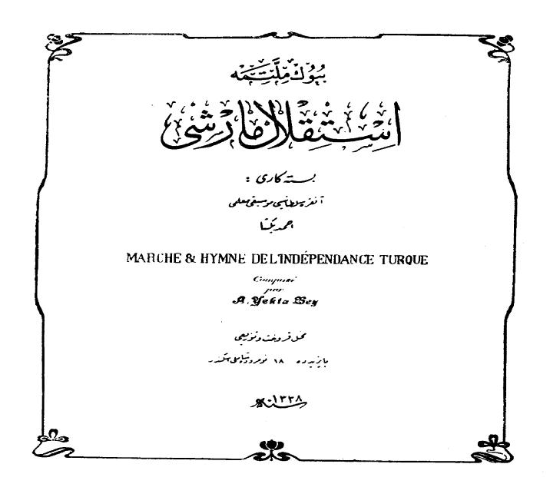
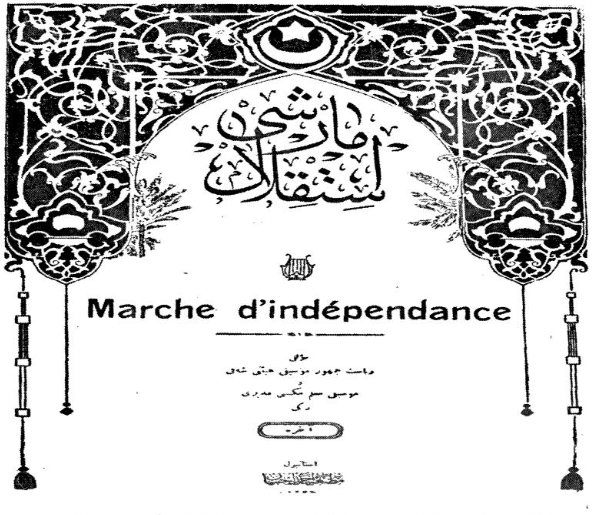
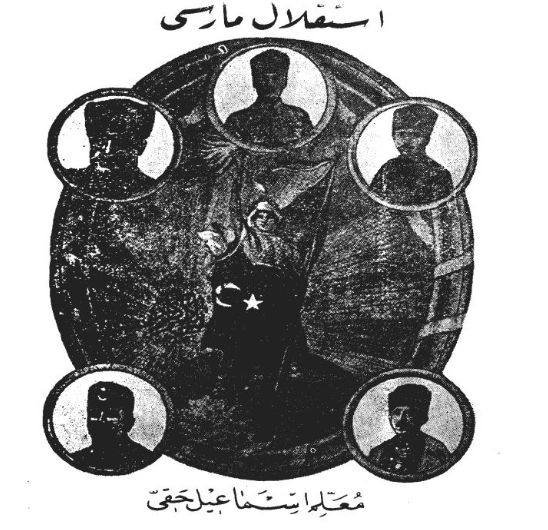
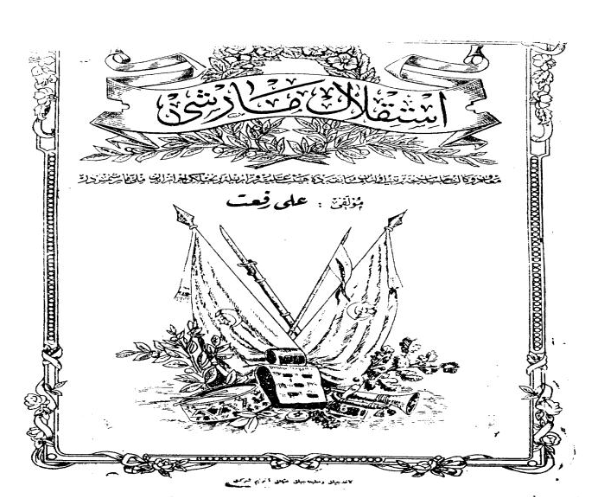

- Interprétation de l'US Navy Band (instrumentale)
- Le premier compositeur de l'hymne national turc Ali Rıfat Çağatay, l'hymne national